# Brachygluta abdominalis
Brachygluta abdominalis är en skalbaggsart som först beskrevs av Aubé 1833.  Brachygluta abdominalis ingår i släktet Brachygluta och familjen kortvingar. Inga underarter finns listade i Catalogue of Life.